# Kiva (organització)
Kiva és una Organització sense ànim de lucre dedicada a concedir microcrèdits per Internet a petits emprenedors, grups de cooperatives, estudiants i gent amb pocs recursos d'arreu del món. La seva manera de funcionar es basa en la confiança en ONG sobre el terreny, que seleccionen els possibles candidats a obtenir el préstec i en fan el seguiment. Kiva posa la seva estructura web per obtenir petites donacions fins a assolir l'import total demanat, de manera que el risc és compartit i no cal tant finançament. Un cop es torna el préstec, el donant pot elegir tornar a deixar els diners a un altre projecte, donar-los a Kiva per a despeses internes o bé recuperar la seva inversió.
Des de 2005, Kiva ha microfinanciat més d'un milió de préstecs per un total de $950 milions, amb una taxa de retorn entre el 98 i el 99 per cent. Pel novembre de 2013 Kiva movia gairebé $1 milió cada tres dies. La plataforma de Kiva ha atret a una comunitat de més d'un milió prestadors d'arreu del món.